# 藤原雅量
藤原 雅量（ふじわら の まさかず、生年不詳、天暦5年8月27日（951年9月30日））は、平安時代中期の貴族。藤原式家、右京大夫・藤原菅継の後裔。式部丞・藤原時範の子。官位は従五位上・左少弁。

## 経歴
文章生を経て、勘解由次官を務める。
醍醐朝の延喜19年（919年）第34次渤海使として来日した裴璆との詩宴に参加する。その後、延長7年（929年）12月になって再び裴璆が丹後国竹野郡の沿岸に来着し、丹後国から渤海使が到来した旨、朝廷に言上が行われる。10年ぶりの来朝であったことから、朝廷も本格的に使節の接待を検討することになったらしく、裴璆の知己であった雅量が存問使として派遣された。しかし、雅量が裴璆に事情を問うと、渤海が契丹によって滅ぼされたこと（延長4年（926年）に渤海は滅亡。契丹は渤海の故地に東丹国を置いて支配していた）、元は渤海人であったが今は東丹に仕えていることを伝えられる。さらには、裴璆は旧知の雅量と出会って気を許したためか、渤海国滅亡の際の混乱により妻や子女と離れ離れになってしまったことや、契丹王の非道ぶりを訴えた。
しかし、答えた前後の状況が異なることから、朝廷は大使である裴璆に怠状を提出させる。加えてその怠状に対して、渤海の臣であったにもかかわらず東丹に仕え、さらには新しい主君の悪口を言う不義不忠の者として裴璆を厳しく批判し、入京を許さず追い返した。この勘問の間に、雅量は裴璆から漢詩を贈られたが、立場上打ち解けることはできなかった。裴璆が本国に放還された後に、優れた人物でありながら不義の人になってしまったことや、戦乱で家族と離散した裴璆の境遇に同情して、雅量が詠んだ漢詩が残っている（『扶桑集』）。
朱雀朝の承平7年（937年）ごろ阿波守を、村上朝の天暦4年（950年）ごろ権右少弁・左少弁と弁官を務めるが、天暦5年（951年）8月27日卒去。

## 官歴
- 時期不詳：文章生。勘解由次官[4]
- 延長8年（930年） 日付不詳：存問渤海客使
- 時期不詳：従五位下
- 承平7年（937年） 9月17日：見阿波守[5]
- 時期不詳：従五位上[5]
- 天暦3年（949年） 日付不詳：権右少弁[5]
- 天暦4年（950年） 7月23日：見左少弁、任春宮蔵人（春宮・憲平親王）[6]
- 天暦5年（951年） 8月27日：卒去[7]

## 系譜
注記のないものは『尊卑分脈』による。
- 父：藤原時範
- 母：不詳
- 生母不詳の子女
  - 男子：藤原為輔
  - 男子：藤原為保
  - 女子：藤原五富子 - 冷泉天皇副乳母[8]